# Sjerig-ool Oorzjak

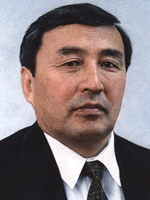
Sjerig-ool Oorzjak in 2002

Sjerig-ool Dizizjikovitsj Oorzjak (Russisch: Шериг-оол Дизижикович Ооржак) (Sjekpeere, 24 juli 1942), was de eerste president van de Russische deelrepubliek Toeva. Hij werd verkozen in maart 1992 nadat hij in 1990 al was verkozen tot lid van het Russische huis van afgevaardigden.
Hij hield zich bezig met de privatisering van kleine bedrijven en met het omschakelen van collectieve overheidsboerderijen tot kleine private boerderijen.
In 1997 werd hij herkozen met 70% van de stemmen. De presidentsverkiezingen verliepen echter niet volgens de richtlijnen van de Russische federatie. Zo mochten alleen kandidaten tussen 35 en 60 jaar zich verkiesbaar stellen en moesten deze kandidaten al minimaal 15 jaar in Toeva hebben gewoond.
In 2002 werd hij opnieuw herverkozen met 53% van de stemmen. Deze verkiezingen werden echter bekritiseerd door zijn tegenstanders en onafhankelijke waarnemers.
De president had de steun van zowel de in Toeva woonachtige Russen als van de etnische Toevanen. Naar eigen zeggen wilde hij een open-markt economie maken van Toeva.
Op 3 april 2007 werd de lokale Verenigd Rusland-leider Sjolban Kara-ool, die in de verkiezingen van 2002 22% van de stemmen haalde, door Vladimir Poetin genomineerd voor president, waarna deze het ambt van Oorzjak overnam op 6 april 2007.
Oorzjak is getrouwd met Sara Mongoesjevna.